# Шипуновский
Шипуновский — посёлок в Сузунском районе Новосибирской области России. Входит в состав Шипуновского сельсовета.

## География
Площадь посёлка — 26 гектаров.

## Население
| 2002 | 2007 | 2010 |
| ---- | ---- | ---- |
| 141  | ↗169 | ↘155 |

## Инфраструктура
В посёлке по данным на 2007 год функционирует 1 учреждение здравоохранения.